# Wolfram Bialas
Wolfram Bialas (* 25. August 1935 in Berlin; † 2. Januar 1998 in Baden-Baden) war ein deutscher Schachmeister. In den 1960er Jahren gehörte er zu den stärksten Schachspielern der Bundesrepublik Deutschland. 1983 erhielt er den Titel FIDE-Meister (FM) des internationalen Schachverbandes.

## Schachliche Erfolge
Wolfram Bialas lernte das Schachspiel als Kind von seinem Vater, einem Kaufmann. 1953 siedelten die Eltern mit dreien ihrer fünf Söhne, darunter Wolfram, von Ost-Berlin nach West-Berlin über.
Erste Erfolge hatte Bialas bereits als Jugendlicher. Er gewann 1952 die Berliner Jugendmeisterschaft und wurde Dritter der gesamtdeutschen Jugendmeisterschaft hinter Reinhart Fuchs und Wolfgang Uhlmann. Ein Jahr später verteidigte er, nunmehr für den SC Kreuzberg spielend, seinen Titel als Jugendmeister von Berlin und gewann anschließend die nunmehr auf die Bundesrepublik beschränkte deutsche Jugendmeisterschaft in Gelsenkirchen. Bestes Ergebnis bei der Deutschen Einzelmeisterschaft war Platz 5 bei der Meisterschaft 1955 in Frankfurt-Höchst. Bei der Deutschen Meisterschaft 1959 in Nürnberg belegte er den geteilten 7.–10. Platz.
Auf dem Höhepunkt seiner Karriere gehörte Bialas zur bundesdeutschen Nationalmannschaft. Mit ihr gewann er 1964 die Bronzemedaille der Schacholympiade. Dabei gelang der Mannschaft ein historischer 3:1-Erfolg gegen den Seriensieger Sowjetunion, wozu Bialas ein Remis gegen den späteren Weltmeister Boris Spasski beitrug. Eigentlich sollte er in diesem Match nicht spielen, wurde aber wegen eines krankheitsbedingten Ausfalls von Klaus Darga kurzfristig aufgestellt. Bereits 1960 hatte Bialas im Olympiade-Team gestanden. In den beiden Olympiaden erzielte er insgesamt 9 Punkte aus 20 Partien (+3 =12 −5).
Bei den Europameisterschaften 1957, 1961 und 1965 gehörte er jeweils zum deutschen Aufgebot, kam allerdings nur in den Vorrunden zum Einsatz. Dabei gewann er sechs Partien, spielte viermal remis und verlor nur eine Partie.
Mit der deutschen Auswahl gewann er ferner je eine Gold- und Silbermedaille beim Clare Benedict Cup 1960 und 1961. Im Jahr 1961 war er bester Reservespieler des Turniers. Insgesamt kam er auf 52 Einsätze in der Nationalmannschaft.
Bialas stand dreimal in Mannschaften, die den Mannschaftsmeistertitel der Bundesrepublik Deutschland errangen: 1957 und 1961 mit der Berliner Schachgesellschaft und 1978 mit Königsspringer Frankfurt.
1958 und 1962 wurde Wolfram Bialas Landesmeister von West-Berlin. Bei seiner ersten Teilnahme an der Berliner Meisterschaft 1953 war er auf Platz 2 hinter Rudolf Teschner gekommen.
Seine höchste historische Elo-Zahl wurde mit 2549 im Februar 1966 berechnet.

## Privates
Wolfram Bialas war nach einem Studium an der TU Berlin als Lehrer tätig und unterrichtete zuletzt Mathematik und Physik am Richard-Wagner-Gymnasium in Baden-Baden.
Er war seit 1967 verheiratet und hatte drei Töchter und einen Sohn.